# Vivisektion
Eine Vivisektion (als Bezeichnung für „Zergliederungen an lebenden Menschen und Tieren“ von lateinisch vivus ‚lebendig‘ und sectio ‚Schnitt‘) ist ein operativer Eingriff am lebenden Organismus (zu Forschungszwecken), das heißt beispielsweise am Tier wie auch am lebenden Menschen – im Gegensatz zur Nekropsie bzw. Autopsie.

## Einsatz von Vivisektion an Tieren

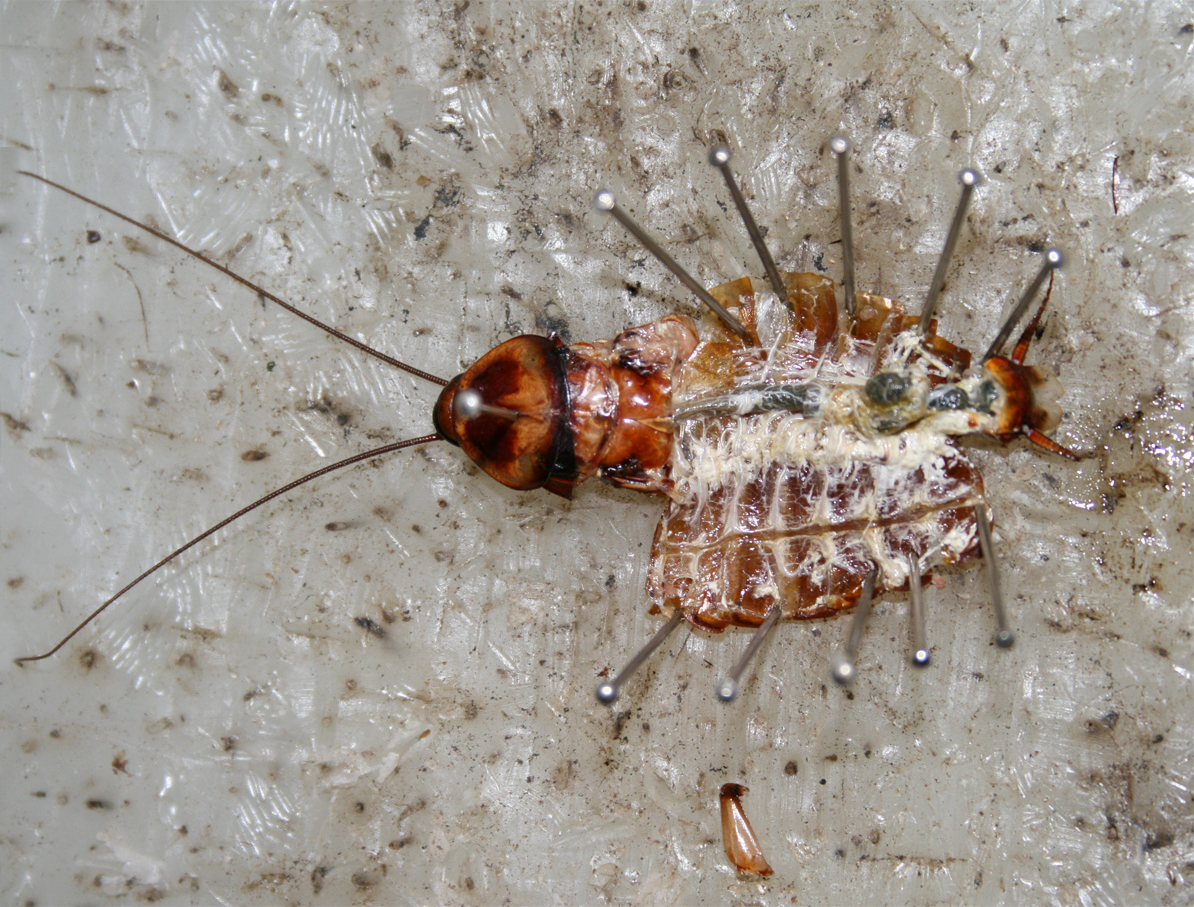
Vivisektion einer Kakerlake

Die Vivisektion wird zur Erprobung von Operationsmethoden durchgeführt – auch zu Lehrzwecken – und erfolgt heute in der Regel unter Narkose oder zumindest unter Lokalanästhesie. Vivisektionen sind aus Gründen des Tierschutzes umstritten; sie dürfen meist nur unter Auflagen des Tierschutzgesetzes durchgeführt werden. Seit Beginn der Veröffentlichungen bestanden Zweifel am wissenschaftlichen Sinn von Vivisektionen. Weltweit engagieren sich zahlreiche Organisationen gegen Vivisektionen, darunter die europäische Stop Vivisection, die American Anti-Vivisection Society (AAVS) und die Israeli Society for the Abolition of Vivisection.

## Vivisektion, Tierversuch und Tierschutz

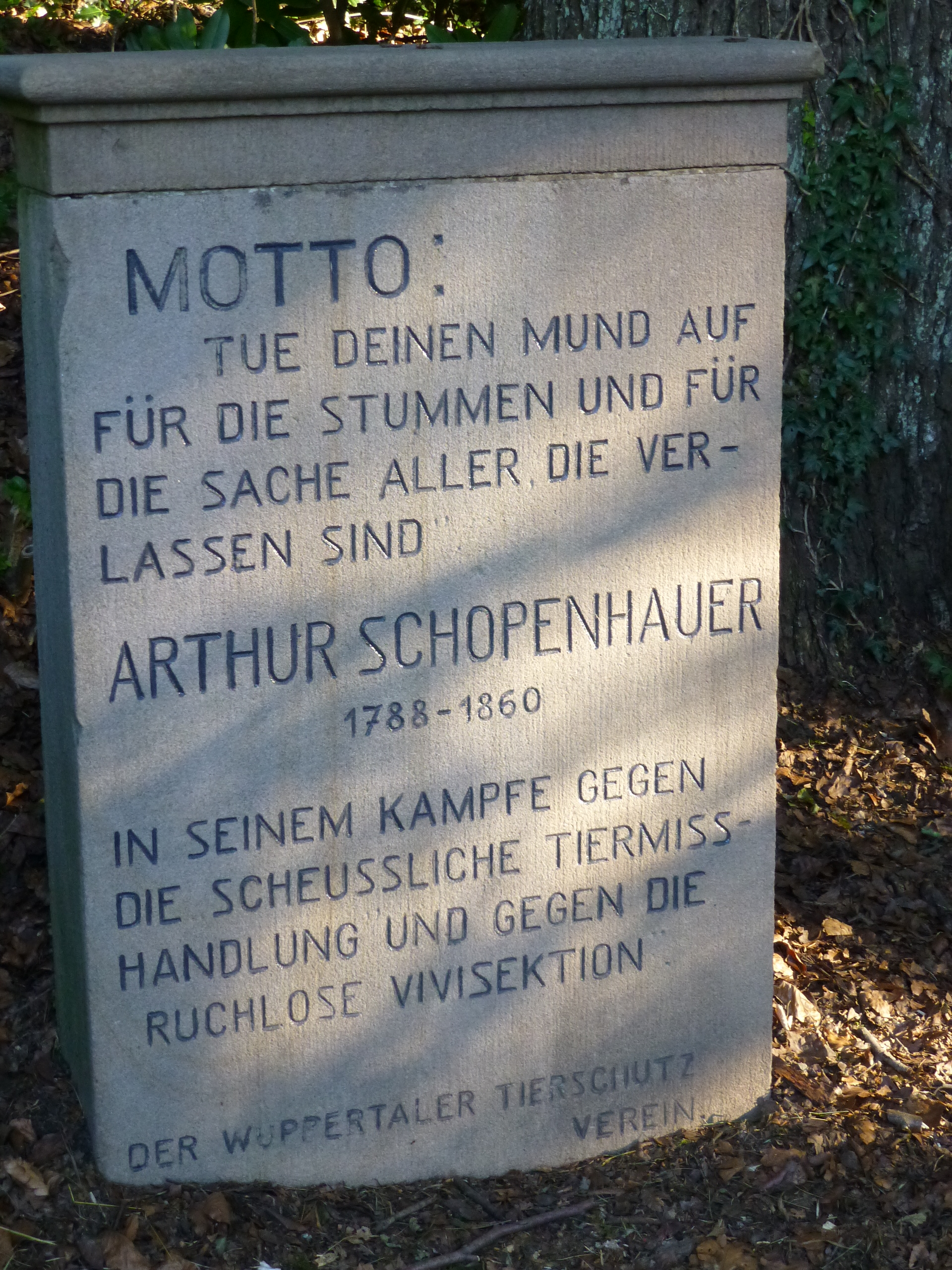
Denkmal gegen Vivisektion

Der Begriff Vivisektion, im 19. Jahrhundert umgangssprachlich auch alle Arten von Tierexperiment bezeichnend, wurde bis weit in die zweite Hälfte des 20. Jahrhunderts hinein von Wissenschaftlern, vor allem aber von Vivisektionsgegnern, umgangssprachlich für alle nicht-therapeutischen Eingriffe an lebenden Tieren benutzt. Dementsprechend hat die ursprüngliche lateinische Bedeutung des Begriffes Vivisektion im Laufe der Zeit eine Erweiterung erfahren und sich in Wörterbüchern international als Synonym für alle Arten des Tierversuchs durchgesetzt wie auch der Begriff Antivivisektionisten für Tierversuchsgegner:
- Das Wort „Vivisection“ stand für jede Art von Tierversuch, ob die Tiere nun seziert werden oder nicht. (Encyclopaedia Americana)[6]

- Im Allgemeinen jede Art von Tierversuchen, besonders, wenn sie dem Subjekt Schmerzen bereitet. (Merriam-Webster’s Collegiate Dictionary)[6]

- Eingriff am lebenden Tier zu wissenschaftlichen Versuchszwecken. (Duden).[7]

Spätestens Ende des 20. Jahrhunderts war der Begriff Vivisektion im deutschen Sprachraum weitgehend verdrängt worden durch den Begriff Tierversuch als grundlegende Bezeichnung für den experimentellen Einsatz von lebenden Tieren in Pharmakologie, Physiologie und anderen Disziplinen.
In Großbritannien und Frankreich des späten 19. Jahrhunderts organisierte sich der Widerstand gegen die Methode – etwa durch den englischen Verleger Charles Warren Adams sowie durch Marie-Françoise Bernard, die Ehefrau des Physiologen Claude Bernard, und durch Étienne Pariset, den Begründer der Société protectrice des animaux.
Der Begriff wird auch im übertragenen Sinne benutzt, um eine gegenüber einem Untersuchungsgegenstand respektlose oder gefährliche Vorgehensweise zu bezeichnen.

## Vivisektion bei Menschen in der Medizingeschichte
Über den Sinn der Vivisektion am Menschen wurde schon in der Antike heftig diskutiert, wie der um 50 n. Chr. gestorbene römische Enzyklopädist Celsus berichtet (De medicina, prooemium 23–26, 40–44, 74), wobei er auf die an der medizinischen Hochschule zu Alexandrien angeblich üblichen Vivisektionen von zum Tode Verurteilten Bezug nimmt. Wissenschaftsmethodische und ethische Argumente stehen bei den beiden Schulen der Theoretiker und der Empiriker gegenüber. Die Theoretiker sehen es für notwendig an, die Ursachen von Krankheiten zu kennen, und fordern dafür die mitunter nur durch Vivisektion zu gewinnende, präzise Kenntnis der inneren Organe ein. Dagegen wenden die Empiriker ein, dass sich bei der Vivisektion die inneren Organe veränderten und dadurch die Befunde nicht verwertbar seien; außerdem seien durch die Behandlung Kranker und durch Leichenöffnung die gewünschten Erkenntnisse zwar langsamer, dafür aber weitaus schonender und ohne Grausamkeiten zu gewinnen. In der medizinischen Praxis der Antike wurde die Vivisektion von Menschen nur in seltensten Fällen vorgenommen.
Im Nationalsozialismus wurden u. a. Vivisektionen ohne Narkose an KZ-Häftlingen durchgeführt. Vivisektionen an Tieren hingegen waren durch das Reichstierschutzgesetz streng verboten. Auch auf japanischer Seite wurden während des Zweiten Weltkriegs Vivisektionen an Menschen durchgeführt, insbesondere in enormem Ausmaß von der Einheit 731.